# Zbór Chrześcijańskiej Wspólnoty Zielonoświątkowej w Wysowej-Zdroju
Zbór Chrześcijańskiej Wspólnoty Zielonoświątkowej w Wysowej-Zdroju – zbór  Chrześcijańskiej Wspólnoty Zielonoświątkowej działający w Wysowej-Zdroju.
Pastorem zboru jest Józef Poręba. Nabożeństwa odbywają się w domu modlitwy zlokalizowanym na posesji nr 134.

## Historia
W okresie międzywojennym reemigranci ze Stanów Zjednoczonych prowadzili ewangelizację na terenie Nowicy, na skutek czego zawiązała się tam społeczność ewangelicznie wierzących. Na przełomie lat 1938–1939 jej członkowie rozpoczęli głoszenie w należącym do Wysowej przysiółku Huta Wysowska, gdzie zajmowali się produkcją wyrobów drewnianych. 7 maja 1939 w Hucie Wysowskiej miało miejsce pierwsze spotkanie zboru. Miało ono charakter ewangelizacyjny i w jego trakcie prawie wszyscy mieszkańcy Huty przyjęli nowe wyznanie. Następnie działalność ewangelizacyjną rozszerzono na kolejne miejscowości, takie jak Banica, Bieliczna, Hańczowa, Izby, Męcina, Mochnaczkę, Pstrążne (współcześnie przysiółek Bodaków), Ropki, Stawisza i Uście Gorlickie.
Podczas okupacji niemieckiej w trakcie II wojny światowej organizowanie spotkań zboru zostało zakazane, wobec czego nabożeństwa były prowadzone potajemnie nocą na polanach leśnych.
Do 1947 stanowisko przełożonego zboru pełnił Stefan Bortniak. Wówczas wraz z innymi mieszkańcami został on wysiedlony w ramach Akcji „Wisła”. Po zakończeniu akcji na terenie obejmowanym działalnością przez zbór w Wysowej pozostało kilka niewysiedlonych wierzących rodzin. Ich członkowie rozpoczęli działalność ewangelizacyjną, na skutek czego do zboru przyłączyły się nowe osoby. Usiłowano również nawiązać kontakt z dawnymi, wysiedlonymi członkami wspólnoty, jednak zabiegi te prowadzone były bezskutecznie z uwagi na blokowanie ich przez aparat państwowy. Dzieci członków zboru w Wysowej padały w tym czasie ofiarami psychicznej i fizycznej przemocy w szkole. Dochodziło także do wybijania szyb w oknach domów wiernych przez innych mieszkańców wsi. Wraz ze wzrostem liczby członków wspólnoty nastawienie okolicznych przedstawicieli innych wyznań w stosunku do wiernych zboru uległo poprawie.
Po Akcji „Wisła” funkcję przełożonych zboru objęli Jan i Jakub Penkalowie, a po nich zaczęli je pełnić Kazimierz Poręba i Franciszek Nocek. W związku z wyjazdem Kazimierza Poręby na Śląsk w 1954 na stanowisku tym zastąpił go Jakub Penkala.
W okresie 1971–1976 przełożonym wspólnoty pozostawał Szymon Justyn, którego w pracy tej wspomagał diakon Jakub Penkala. Następnie przełożonym został Jan Banicki, któremu również pomagał Jakub Penkala.
W 1981 dokonano rejestracji zboru w formie stowarzyszenia o nazwie „Chrześcijańska Wspólnota Zielonoświątkowa”. 
Następnym pastorem zboru został Józef Poręba. Podczas trwania jego kadencji w 1983 zbór dokonał zakupu budynku zlokalizowanego w centrum Wysowej, który został przystosowany na dom modlitwy.
W 1986 wspólnota weszła w skład Chrześcijańskiej Wspólnoty Pięćdziesiątników, powstałego wówczas zarejestrowanego związku wyznaniowego, który powołany został przez dawnego pastora zboru w Wysowej, Kazimierza Porębę, pełniącego wówczas służbę w zborze w Zabrzu. Niedługo potem nazwa Kościoła została zmieniona na Chrześcijańską Wspólnotę Zielonoświątkową.
W okresie 1995–2003 stanowisko pastora zboru sprawował Krzysztof Kempski, któremu pomagał diakon Andrzej Wójcik. W trakcie pełnienia tu posługi przez pastora Kempskiego rozwinięta została służba charytatywna, jak przygotowywanie paczek świątecznych dla dzieci z biednych rodzin.
Od 2003 pastorem zboru pozostaje ponownie Józef Poręba.

## Działalność
Nabożeństwa w domu modlitwy odbywają w niedziele oraz środy. Zbór utrzymuje kontakty z innymi społecznościami ewangelicznymi, prowadzone są regularne wspólne nabożeństwa razem ze zborem Kościoła Chrześcijan Baptystów w Krynicy-Zdroju.